# دهستان اجارود شمالی
دهستان اجارود شمالی یکی از دهستان‌های بخش مرکزی شهرستان گرمی در استان اردبیل است.
دهستان اجارود شمالی از سال ۱۳۷۱ از دیگر دهستان‌های بخش مرکزی منتزع و به عنوان دهستان جدیدی به مرکزیت شکرآب (شکراوو) در محدوده بخش مرکزی شهرستان گرمی قرار گرفت.

## موقعیت
دهستان اجارود شمالی در سمت شمال شرقی این شهرستان و در میان دهستان‌های آزادلو از بخش موران، اجارود مرکزی و اجارود غربی از بخش مرکزی، انگوت شرقی از بخش انگوت و دهستان انجیرلو «اینجی لی» از بخش مرکزی شهرستان بیله‌سوار واقع شده‌است.

## مختصات جغرافیایی
شکرآب (شکراوو) مرکز دهستان اجارود شمالی در سمت جنوبی این دهستان در فاصله ۳۹ درجه و ۴ دقیقه و ۳۷ ثانیه عرض شمالی از خط استوا و ۴۸ درجه و ۵ دقیقه و ۴۵ ثانیه طول شرقی از نصف النهار گرینویچ قرار دارد.

## جمعیت
براساس سرشماری مرکز آمار ایران در سال ۱۳۸۵، جمعیت آن ۴۰۴۱ نفر (۷۷۱ خانوار) بوده‌است.
این دهستان د رسال ۱۳۹۰ دارای ۲۷ پارچه آبادی با ۸۷۷ خانوار سکنه و ۳۵۲۸ نفر جمعیت بوده‌است.

## روستاها
روستاهایی که از نظر تقسیمات کشوری در محدوده دهستان اند عبارتند از: انگورتلار سفلی، آرانچی، بابی کندی، بهرام آباد، بیک باغی، چونه خانلو، حواس کندی، خامسلو، ساری نصیرلو، سیدکندی، شکراب، شکرلوی سفلی، شکرلوی علیا، شوردرق انی، صغیرلر، عدالت قشلاقی، فرضی کندی، قاطریوران سفلی، قاطریوران علیا (یئدی قارداش)، قیزل گونئی، قشلاق حسین قلی «متروکه»، قشلاق مازان سفلی، قشلاق مازان علیا، کچلر، کله سرسفلی، کله سرعلیا، مشهدلو، نجفقلی قشلاقی، نقاره و هاچاکندتازه